# Elwood, Kansas
Elwood är en ort i Doniphan County i delstaten Kansas. Orten har fått sitt namn efter bosättaren John B. Elwood. Enligt 2020 års folkräkning hade Elwood 1 125 invånare.